# Kontinentální hokejová liga 2008/2009
První ročník KHL (sezóna 2008/2009) označovali organizátoři jako experimentální. KHL je pokračováním Ruské superligy ledního hokeje a v sezóně 2008/2009 se jí zúčastnilo 24 klubů, z toho bylo 21 klubů z Ruska, a po jednom klubu z Běloruska, Lotyšska a Kazachstánu. Na rozdíl od Superligy, Kontinentální hokejová liga je organizovaná nezávisle na ruském hokejovém svazu. V souladu se smlouvou s ruskou hokejovou federací je jako mistr Ruska vyhlášen nejlepší z ruských klubů.
Liga byla rozdělena na 4 divize po 6 klubech. V základní části KHL odehrál každý klub s každým klubem své divize 4 utkání, a 2 utkání s každým klubem z ostatních divizí. V základní části tedy odehrál každý tým 56 zápasů. Po ukončení základní části hrálo 16 nejlepších týmů o Gagarinův pohár systémem play-off. Mezi 16 nejlepších postoupili vítězové divizí, a dále 12 mužstev, která získala nejvíce bodů v základní části ze zbývajících 20 týmů.

## Otevírací pohár
V první hrací den každého mistrovství KHL bude sehrán zápas mezi mistrem a vicemistrem z minulé sezóny, speciální takzvaný Otevírací pohár.
Zápas Otevíracího poháru v sezóně 2008/2009 se uskutečnil 2. září v Ufě mezi domácími mistry Ruska Salavatem Julajev a Lokomotivem Jaroslavl, finalistou a vicemistrem Mistrovství Ruska sezóny 2007-2008.
Držitelem prvního Otevíracího poháru se stal Salavat Julajev Ufa, který porazil Lokomotiv Jaroslavl 4:1.

## Účastníci v sezoně 2008-2009
Před sezónou byly týmy rozlosovány do čtyř divizí pojmenovaných podle legend ruského hokeje.
| Bobrovova divize      | Tarasovova divize      | Charlamovova divize  | Černyšovova divize         |
| --------------------- | ---------------------- | -------------------- | -------------------------- |
| Salavat Julajev Ufa   | Metallurg Magnitogorsk | Avangard Omsk        | Ak Bars Kazaň              |
| HK Dinamo Minsk       | Chimik Voskresensk     | Lokomotiv Jaroslavl  | Barys Astana               |
| HK Spartak Moskva     | Traktor Čeljabinsk     | HC Lada Togliatti    | Torpedo Nižnij Novgorod    |
| Metallurg Novokuzněck | HC MVD Balašicha       | HK Sibir Novosibirsk | Viťaz Čechov               |
| Severstal Čerepovec   | SKA Petrohrad          | Amur Chabarovsk      | CHK Neftěchimik Nižněkamsk |
| Atlant Mytišči        | HC CSKA Moskva         | Dinamo Riga          | OHK Dynamo Moskva          |

## Základní část

### Bobrovova divize
|    | Mužstvo               | Z  | V  | VPP | VTT | PTT | PPP | P  | BV  | BO  | Bod |
| -- | --------------------- | -- | -- | --- | --- | --- | --- | -- | --- | --- | --- |
| 1. | Salavat Julajev Ufa   | 56 | 38 | 4   | 1   | 3   | 2   | 8  | 203 | 116 | 129 |
| 2. | Atlant Mytišči        | 56 | 35 | 3   | 4   | 2   | 1   | 11 | 189 | 111 | 122 |
| 3. | HK Spartak Moskva     | 56 | 26 | 1   | 5   | 2   | 1   | 21 | 173 | 158 | 93  |
| 4. | Severstal Čerepovec   | 56 | 19 | 1   | 7   | 2   | 2   | 25 | 142 | 171 | 77  |
| 5. | Metallurg Novokuzněck | 56 | 12 | 3   | 2   | 5   | 2   | 31 | 127 | 157 | 54  |
| 6. | HK Dinamo Minsk       | 56 | 12 | 1   | 2   | 5   | 2   | 34 | 124 | 197 | 49  |

### Tarasovova divize
|    | Mužstvo                | Z  | V  | VPP | VTT | PTT | PPP | P  | BV  | BO  | Bod |
| -- | ---------------------- | -- | -- | --- | --- | --- | --- | -- | --- | --- | --- |
| 1. | HC CSKA Moskva         | 56 | 27 | 4   | 3   | 7   | 4   | 11 | 176 | 141 | 106 |
| 2. | Metallurg Magnitogorsk | 56 | 25 | 2   | 11  | 2   | 1   | 15 | 174 | 148 | 104 |
| 3. | SKA Petrohrad          | 56 | 26 | 2   | 7   | 4   | 0   | 17 | 143 | 105 | 100 |
| 4. | Traktor Čeljabinsk     | 56 | 24 | 0   | 2   | 5   | 3   | 22 | 142 | 166 | 84  |
| 5. | HC MVD Balašicha       | 56 | 20 | 2   | 4   | 1   | 0   | 29 | 142 | 159 | 73  |
| 6. | Chimik Voskresensk     | 56 | 8  | 3   | 0   | 7   | 2   | 36 | 108 | 187 | 39  |

### Charlamovova divize
|    | Mužstvo              | Z  | V  | VPP | VTT | PTT | PPP | P  | BV  | BO  | Bod |
| -- | -------------------- | -- | -- | --- | --- | --- | --- | -- | --- | --- | --- |
| 1. | Lokomotiv Jaroslavl  | 56 | 32 | 2   | 2   | 4   | 3   | 13 | 175 | 111 | 111 |
| 2. | Dinamo Riga          | 56 | 24 | 3   | 2   | 3   | 1   | 23 | 132 | 156 | 86  |
| 3. | HC Lada Togliatti    | 56 | 21 | 3   | 5   | 2   | 3   | 22 | 120 | 116 | 84  |
| 4. | Avangard Omsk        | 56 | 19 | 2   | 6   | 1   | 4   | 24 | 161 | 164 | 78  |
| 5. | HK Sibir Novosibirsk | 56 | 15 | 1   | 5   | 2   | 5   | 28 | 146 | 172 | 64  |
| 6. | Amur Chabarovsk      | 56 | 15 | 2   | 2   | 6   | 1   | 30 | 11  | 158 | 60  |

### Černyšovova divize
|    | Mužstvo                    | Z  | V  | VPP | VTT | PTT | PPP | P  | BV  | BO  | Bod |
| -- | -------------------------- | -- | -- | --- | --- | --- | --- | -- | --- | --- | --- |
| 1. | Ak Bars Kazaň              | 56 | 36 | 1   | 3   | 3   | 3   | 10 | 189 | 123 | 122 |
| 2. | OHK Dynamo Moskva          | 56 | 27 | 4   | 3   | 3   | 2   | 17 | 184 | 143 | 100 |
| 3. | Torpedo Nižnij Novgorod    | 56 | 24 | 2   | 2   | 3   | 1   | 24 | 162 | 162 | 84  |
| 4. | CHK Neftěchimik Nižněkamsk | 56 | 22 | 2   | 1   | 5   | 2   | 24 | 146 | 140 | 79  |
| 5. | Barys Astana               | 56 | 20 | 3   | 4   | 2   | 2   | 25 | 174 | 191 | 78  |
| 6. | Viťaz Čechov               | 56 | 6  | 2   | 3   | 7   | 5   | 33 | 134 | 225 | 40  |

## Play off

### Pavouk
|  | Osmifinále (na 3 vítězné) | Osmifinále (na 3 vítězné)  | Osmifinále (na 3 vítězné) |   |                        | Čtvrtfinále (na 3 vítězné) | Čtvrtfinále (na 3 vítězné) | Čtvrtfinále (na 3 vítězné) |  |   | Semifinále (na 4 vítězné) | Semifinále (na 4 vítězné) | Semifinále (na 4 vítězné) |  |   | Finále Gagarinova poháru (na 4 vítězné) | Finále Gagarinova poháru (na 4 vítězné) | Finále Gagarinova poháru (na 4 vítězné) |
|  |                           |                            |                           |   |                        |                            |                            |                            |  |   |                           |                           |                           |  |   |                                         |                                         |                                         |
|  | 1                         | Salavat Julajev Ufa        | 1                         |   |                        |                            |                            |                            |  |   |                           |                           |                           |  |   |                                         |                                         |                                         |
|  | 16                        | Avangard Omsk              | 3                         |   |                        |                            |                            |                            |  |   |                           |                           |                           |  |   |                                         |                                         |                                         |
|  | 16                        | Avangard Omsk              | 3                         |   | 2                      | Ak Bars Kazaň              | 3                          |                            |  |   |                           |                           |                           |  |   |                                         |                                         |                                         |
|  |                           |                            |                           |   | 2                      | Ak Bars Kazaň              | 3                          |                            |  |   |                           |                           |                           |  |   |                                         |                                         |                                         |
|  |                           | 16                         | Avangard Omsk             | 2 |                        |                            |                            |                            |  |   |                           |                           |                           |  |   |                                         |                                         |                                         |
|  | 2                         | 16                         | Avangard Omsk             | 2 | Ak Bars Kazaň          | 3                          |                            |                            |  |   |                           |                           |                           |  |   |                                         |                                         |                                         |
|  | 2                         |                            |                           |   | Ak Bars Kazaň          | 3                          |                            |                            |  |   |                           |                           |                           |  |   |                                         |                                         |                                         |
|  | 15                        | Barys Astana               | 0                         |   |                        |                            |                            |                            |  |   |                           |                           |                           |  |   |                                         |                                         |                                         |
|  | 15                        | Barys Astana               | 0                         |   |                        |                            |                            |                            |  | 2 | Ak Bars Kazaň             | 4                         |                           |  |   |                                         |                                         |                                         |
|  |                           |                            |                           |   |                        |                            |                            |                            |  | 2 | Ak Bars Kazaň             | 4                         |                           |  |   |                                         |                                         |                                         |
|  |                           | 7                          | OHK Dynamo Moskva         | 2 |                        |                            |                            |                            |  |   |                           |                           |                           |  |   |                                         |                                         |                                         |
|  | 4                         | 7                          | OHK Dynamo Moskva         | 2 | HC CSKA Moskva         | 3                          |                            |                            |  |   |                           |                           |                           |  |   |                                         |                                         |                                         |
|  | 4                         |                            |                           |   | HC CSKA Moskva         | 3                          |                            |                            |  |   |                           |                           |                           |  |   |                                         |                                         |                                         |
|  | 13                        | HC Lada Togliatti          | 2                         |   |                        |                            |                            |                            |  |   |                           |                           |                           |  |   |                                         |                                         |                                         |
|  | 13                        | HC Lada Togliatti          | 2                         |   | 4                      | HC CSKA Moskva             | 0                          |                            |  |   |                           |                           |                           |  |   |                                         |                                         |                                         |
|  |                           |                            |                           |   | 4                      | HC CSKA Moskva             | 0                          |                            |  |   |                           |                           |                           |  |   |                                         |                                         |                                         |
|  |                           | 7                          | OHK Dynamo Moskva         | 3 |                        |                            |                            |                            |  |   |                           |                           |                           |  |   |                                         |                                         |                                         |
|  | 7                         | 7                          | OHK Dynamo Moskva         | 3 | OHK Dynamo Moskva      | 3                          |                            |                            |  |   |                           |                           |                           |  |   |                                         |                                         |                                         |
|  | 7                         |                            |                           |   | OHK Dynamo Moskva      | 3                          |                            |                            |  |   |                           |                           |                           |  |   |                                         |                                         |                                         |
|  | 10                        | Dinamo Riga                | 0                         |   |                        |                            |                            |                            |  |   |                           |                           |                           |  |   |                                         |                                         |                                         |
|  | 10                        | Dinamo Riga                | 0                         |   |                        |                            |                            |                            |  |   |                           |                           |                           |  | 2 | Ak Bars Kazaň                           | 4                                       |                                         |
|  |                           |                            |                           |   |                        |                            |                            |                            |  |   |                           |                           |                           |  | 2 | Ak Bars Kazaň                           | 4                                       |                                         |
|  |                           | 3                          | Lokomotiv Jaroslavl       | 3 |                        |                            |                            |                            |  |   |                           |                           |                           |  |   |                                         |                                         |                                         |
|  | 3                         | 3                          | Lokomotiv Jaroslavl       | 3 | Lokomotiv Jaroslavl    | 3                          |                            |                            |  |   |                           |                           |                           |  |   |                                         |                                         |                                         |
|  | 3                         |                            |                           |   | Lokomotiv Jaroslavl    | 3                          |                            |                            |  |   |                           |                           |                           |  |   |                                         |                                         |                                         |
|  | 14                        | CHK Neftěchimik Nižněkamsk | 1                         |   |                        |                            |                            |                            |  |   |                           |                           |                           |  |   |                                         |                                         |                                         |
|  | 14                        | CHK Neftěchimik Nižněkamsk | 1                         |   | 3                      | Lokomotiv Jaroslavl        | 3                          |                            |  |   |                           |                           |                           |  |   |                                         |                                         |                                         |
|  |                           |                            |                           |   | 3                      | Lokomotiv Jaroslavl        | 3                          |                            |  |   |                           |                           |                           |  |   |                                         |                                         |                                         |
|  |                           | 9                          | HK Spartak Moskva         | 0 |                        |                            |                            |                            |  |   |                           |                           |                           |  |   |                                         |                                         |                                         |
|  | 8                         | 9                          | HK Spartak Moskva         | 0 | SKA Petrohrad          | 0                          |                            |                            |  |   |                           |                           |                           |  |   |                                         |                                         |                                         |
|  | 8                         |                            |                           |   | SKA Petrohrad          | 0                          |                            |                            |  |   |                           |                           |                           |  |   |                                         |                                         |                                         |
|  | 9                         | HK Spartak Moskva          | 3                         |   |                        |                            |                            |                            |  |   |                           |                           |                           |  |   |                                         |                                         |                                         |
|  | 9                         | HK Spartak Moskva          | 3                         |   |                        |                            |                            |                            |  | 3 | Lokomotiv Jaroslavl       | 4                         |                           |  |   |                                         |                                         |                                         |
|  |                           |                            |                           |   |                        |                            |                            |                            |  | 3 | Lokomotiv Jaroslavl       | 4                         |                           |  |   |                                         |                                         |                                         |
|  |                           | 6                          | Metallurg Magnitogorsk    | 1 |                        |                            |                            |                            |  |   |                           |                           |                           |  |   |                                         |                                         |                                         |
|  | 5                         | 6                          | Metallurg Magnitogorsk    | 1 | Atlant Mytišči         | 3                          |                            |                            |  |   |                           |                           |                           |  |   |                                         |                                         |                                         |
|  | 5                         |                            |                           |   | Atlant Mytišči         | 3                          |                            |                            |  |   |                           |                           |                           |  |   |                                         |                                         |                                         |
|  | 12                        | Traktor Čeljabinsk         | 0                         |   |                        |                            |                            |                            |  |   |                           |                           |                           |  |   |                                         |                                         |                                         |
|  | 12                        | Traktor Čeljabinsk         | 0                         |   | 5                      | Atlant Mytišči             | 1                          |                            |  |   |                           |                           |                           |  |   |                                         |                                         |                                         |
|  |                           |                            |                           |   | 5                      | Atlant Mytišči             | 1                          |                            |  |   |                           |                           |                           |  |   |                                         |                                         |                                         |
|  |                           | 6                          | Metallurg Magnitogorsk    | 3 |                        |                            |                            |                            |  |   |                           |                           |                           |  |   |                                         |                                         |                                         |
|  | 6                         | 6                          | Metallurg Magnitogorsk    | 3 | Metallurg Magnitogorsk | 3                          |                            |                            |  |   |                           |                           |                           |  |   |                                         |                                         |                                         |
|  | 6                         |                            |                           |   | Metallurg Magnitogorsk | 3                          |                            |                            |  |   |                           |                           |                           |  |   |                                         |                                         |                                         |
|  | 11                        | Torpedo Nižnij Novgorod    | 0                         |   |                        |                            |                            |                            |  |   |                           |                           |                           |  |   |                                         |                                         |                                         |

### Osmifinále
- Hrálo se na 3 vítězná utkání. Hráno systémem 1-16, 2-15, 3-14, 4-13, 5-12, 6-11, 7-10, 8-9.

#### Série Salavat Julajev Ufa (1.) - Avangard Omsk (16.)
- Salavat Julajev Ufa - Avangard Omsk 3:2 PP (0:0, 2:1, 0:1 - 1:0)
- Salavat Julajev Ufa - Avangard Omsk 0:1 SN (0:0, 0:0, 0:0-0:0) - rozhodující nájezd Jakub Klepiš
- Avangard Omsk - Salavat Julajev Ufa 3:2 PP (0:0, 0:1, 2:1-1:0)
- Avangard Omsk - Salavat Julajev Ufa 4:1 (3:1, 0:0, 1:0)

Do čtvrtfinále postoupil tým Avangard Omsk 3:1 na zápasy

#### Série Ak Bars Kazaň (2.) - Barys Astana (15.)
- Ak Bars Kazaň - Barys Astana 4:2 (3:1, 1:1, 0:0)
- Ak Bars Kazaň - Barys Astana 4:2 (1:0, 2:1, 1:1)
- Barys Astana - Ak Bars Kazaň 1:2 SN (0:0, 0:1, 1:0-0:0)

Do čtvrtfinále postoupil tým Ak Bars Kazaň 3:0 na zápasy

#### Série Lokomotiv Jaroslavl (3.) - Neftěchimik Nižněkamsk (14.)
- Lokomotiv Jaroslavl - CHK Neftěchimik Nižněkamsk 2:3 PP (0:0, 2:0, 0:2 - 0:1)
- Lokomotiv Jaroslavl - CHK Neftěchimik Nižněkamsk 5:1 (3:0,0:1,2:0)
- CHK Neftěchimik Nižněkamsk - Lokomotiv Jaroslavl 0:3 (0:0, 0:2, 0:1)
- CHK Neftěchimik Nižněkamsk - Lokomotiv Jaroslavl 1:2 (1:1, 0:0, 0:1)

Do čtvrtfinále postoupil tým Lokomotiv Jaroslavl 3:1 na zápasy

#### Série HC CSKA Moskva (4.) - HC Lada Togliatti (13.)
- HC CSKA Moskva - HC Lada Togliatti 0:2 (0:0, 0:0, 0:2)
- HC CSKA Moskva - HC Lada Togliatti 2:1 (0:1, 1:0, 1:0)
- HC Lada Togliatti - HC CSKA Moskva 3:2 (1:0, 0:1, 2:1)
- HC Lada Togliatti - HC CSKA Moskva 1:2 (0:2, 1:0, 0:0)
- HC CSKA Moskva - HC Lada Togliatti 3:1 (1:0, 2:1, 0:0)

Do čtvrtfinále postoupil tým HC CSKA Moskva 3:2 na zápasy

#### Série Atlant Mytišči (5.) - Traktor Čeljabinsk (12.)
- Atlant Mytišči - Traktor Čeljabinsk 3:0 (1:0, 0:0, 2:0)
- Atlant Mytišči - Traktor Čeljabinsk 5:1 (1:0, 2:1, 2:0)
- Traktor Čeljabinsk - Atlant Mytišči 1:5 (0:0, 0:3, 1:2)

Do čtvrtfinále postoupil tým Atlant Mytišči 3:0 na zápasy

#### Série Metallurg Magnitogorsk (6.) - Torpedo Nižnij Novgorod (11.)
- Metallurg Magnitogorsk - Torpedo Nižnij Novgorod 4:1 (0:0, 1:0, 3:1)
- Metallurg Magnitogorsk - Torpedo Nižnij Novgorod 4:2 (3:2, 1:0, 0:0)
- Torpedo Nižnij Novgorod - Metallurg Magnitogorsk 3:6 (0:2, 3:3, 0:1)

Do čtvrtfinále postoupil tým Metallurg Magnitogorsk 3:0 na zápasy

#### Série OHK Dynamo Moskva (7.) - Dinamo Riga (10.)
- OHK Dynamo Moskva - Dinamo Riga 4:0 (1:0, 1:0, 2:0)
- OHK Dynamo Moskva - Dinamo Riga 7:1 (2:0, 1:0, 4:1)
- Dinamo Riga - OHK Dynamo Moskva 3:4 (1:0, 2:1, 0:3)

Do čtvrtfinále postoupil tým OHK Dynamo Moskva 3:0 na zápasy

#### Série SKA Petrohrad (8.) - HK Spartak Moskva (9.)
- SKA Petrohrad - HK Spartak Moskva 2:3 (0:1, 2:1, 0:1)
- SKA Petrohrad - HK Spartak Moskva 1:2 PP (0:1, 0:0, 1:0-0:1)
- HK Spartak Moskva - SKA Petrohrad 3:2 (0:2, 3:0, 0:0)

Do čtvrtfinále postoupil tým HK Spartak Moskva 3:0 na zápasy

### Čtvrtfinále
- Hrálo se na 3 vítězná utkání.

#### Série Ak Bars Kazaň (2.) - Avangard Omsk (16.)
- Ak Bars Kazaň - Avangard Omsk 0:2 (0:1, 0:1, 0:0)
- Ak Bars Kazaň - Avangard Omsk 3:2 SN (1:0, 0:0, 1:2 - 0:0)
- Avangard Omsk - Ak Bars Kazaň 4:2 (1:1, 2:1, 1:0)
- Avangard Omsk - Ak Bars Kazaň 1:11 (0:6, 1:3, 0:2)
- Ak Bars Kazaň - Avangard Omsk 3:2 PP (1:0, 0:2, 1:0-1:0)

Do semifinále postoupil tým Ak Bars Kazaň 3:2 na zápasy

#### Série Lokomotiv Jaroslavl (3.) - HK Spartak Moskva (9.)
- Lokomotiv Jaroslavl - HK Spartak Moskva 3:1 (0:0, 3:1, 0:0)
- Lokomotiv Jaroslavl - HK Spartak Moskva 5:3 (1:0, 1:1, 3:2)
- HK Spartak Moskva - Lokomotiv Jaroslavl 4:5 (2:0, 0:3, 2:2)

Do semifinále postoupil tým Lokomotiv Jaroslavl 3:0 na zápasy

#### Série HC CSKA Moskva (4.) - OHK Dynamo Moskva (7.)
- HC CSKA Moskva - OHK Dynamo Moskva 1:2 (1:2, 0:0, 0:0)
- HC CSKA Moskva - OHK Dynamo Moskva 0:7 (0:1, 0:6, 0:0)
- OHK Dynamo Moskva - HC CSKA Moskva 5:1 (1:0, 2:1, 2:0)

Do semifinále postoupil tým OHK Dynamo Moskva 3:0 na zápasy

#### Série Atlant Mytišči (5.) - Metallurg Magnitogorsk (6.)
- Atlant Mytišči - Metallurg Magnitogorsk 2:1 PP (1:1, 0:0, 0:0 - 1:0)
- Atlant Mytišči - Metallurg Magnitogorsk 3:4 (1:0, 1:3, 1:1)
- Metallurg Magnitogorsk - Atlant Mytišči 3:0 (1:0, 1:0, 1:0)
- Metallurg Magnitogorsk - Atlant Mytišči 4:2 (1:0, 1:1, 2:1)

Do semifinále postoupil tým Metallurg Magnitogorsk 3:1 na zápasy

### Semifinále
- Hrálo se na 4 vítězná utkání.

#### Série Ak Bars Kazaň (2.) - OHK Dynamo Moskva (7.)
- Ak Bars Kazaň - OHK Dynamo Moskva 4:1 (1:0, 1:0, 2:1)
- Ak Bars Kazaň - OHK Dynamo Moskva 2:3 PP (0:2, 1:0, 1:0-0:1)
- OHK Dynamo Moskva - Ak Bars Kazaň 0:1 (0:0, 0:0, 0:1)
- OHK Dynamo Moskva - Ak Bars Kazaň 4:1 (1:1, 3:0, 0:0)
- Ak Bars Kazaň - OHK Dynamo Moskva 3:0 (1:0, 0:0, 2:0)

Do finále postoupil tým Ak Bars Kazaň 4:2 na zápasy

#### Série Lokomotiv Jaroslavl (3.) - Metallurg Magnitogorsk (6.)
- Lokomotiv Jaroslavl - Metallurg Magnitogorsk 0:3 (0:0, 0:2, 0:1)
- Lokomotiv Jaroslavl - Metallurg Magnitogorsk 6:1 (2:1, 1:0, 3:0)
- Metallurg Magnitogorsk - Lokomotiv Jaroslavl 2:4 (1:1, 0:2, 1:1)
- Metallurg Magnitogorsk - Lokomotiv Jaroslavl 0:4 (0:2, 0:2, 0:0)
- Lokomotiv Jaroslavl - Metallurg Magnitogorsk 2:0 (0:0, 2:0, 0:0)

Do finále postoupil tým Lokomotiv Jaroslavl 4:1 na zápasy

### Finále
- Hrálo se na 4 vítězná utkání.

#### Série Ak Bars Kazaň (2.) - Lokomotiv Jaroslavl (3.)
- Ak Bars Kazaň - Lokomotiv Jaroslavl 0:3 (0:0, 0:3, 0:0)
- Ak Bars Kazaň - Lokomotiv Jaroslavl 4:3 PP (1:3, 0:0, 2:0 - 1:0)
- Lokomotiv Jaroslavl - Ak Bars Kazaň 3:0 (1:0, 2:0, 0:0)
- Lokomotiv Jaroslavl - Ak Bars Kazaň 2:5 (1:2, 1:3, 0:0)
- Ak Bars Kazaň - Lokomotiv Jaroslavl 2:3 (1:0, 0:1, 1:2)
- Lokomotiv Jaroslavl - Ak Bars Kazaň 2:3 PP (0:1, 0:0, 2:1-0:1)
- Ak Bars Kazaň - Lokomotiv Jaroslavl 1:0 (0:0, 0:0, 1:0)

Vítězem Gagarinova poháru se stal tým Ak Bars Kazaň 4:3 na zápasy

## Kanadské bodování základní části
| P  | Hráč                | Klub                    | Zápasy | Branky | Asistence | Body |
| -- | ------------------- | ----------------------- | ------ | ------ | --------- | ---- |
| 1  | Sergej Mozjakin     | Atlant Mytišči          | 56     | 34     | 42        | 76   |
| 2  | Jan Marek           | Metallurg Magnitogorsk  | 53     | 35     | 36        | 71   |
| 3  | Alexej Morozov      | Ak Bars Kazaň           | 49     | 32     | 39        | 71   |
| 4  | Danis Zaripov       | Ak Bars Kazaň           | 56     | 34     | 31        | 65   |
| 5  | Kevin Dallmen       | Barys Astana            | 53     | 28     | 30        | 58   |
| 6  | Alexej Těreščenko   | Salavat Julajev Ufa     | 55     | 28     | 30        | 58   |
| 7  | Alexandr Koroljuk   | Atlant Mytišči          | 56     | 21     | 33        | 54   |
| 8  | Jaromír Jágr        | Avangard Omsk           | 55     | 25     | 28        | 53   |
| 9  | Konstantin Glazačev | Barys Astana            | 56     | 28     | 24        | 52   |
| 10 | Pavel Brendl        | Torpedo Nižnij Novgorod | 56     | 36     | 15        | 51   |

## Soupisky

### Bobrovova divize
- Severstal ČEREPOVEC
- Brankáři: Rastislav Staňa, Alexandr Trjaničev, Alexandr Vjuchin.
- Obránci: Jurij Alexandrov, Stanislav Jegoršev, Andrej Jesipov, Maxim Čudinov, Pavel Kanarskij, Sergej Kagajkin, Bogdan Kiselevič, Michail Kuklev, Joel Kwiatkowski, Alexandr Šinin, Andrej Šefer, Alexej Tezikov.
- Útočníci: Nikolaj Bardin, Oleg Gubin, Michail Jakubov, Denis Kočetkov, Sjomen Kokujev, Nikolaj Lemťugov, Jevgenij Mons, Ladislav Nagy, Sergej Piskunov, Vladislav Poperečnij, Vadim Šipačov, Sergej Sojin, Josef Straka, Viktor Tichonov, Jurij Trubačov, Maxim Truněv, Sergej Varlamov, Pavel Vorobjov, Alexandr Zevachin.
- HK Dinamo MINSK
- Brankáři: Andy Chiodo, Vitalij Koval, Maxim Maljutin.
- Obránci: Andrej Antonov, Andrej Baško, Ben Clymer, Vladimir Čebaturkin, Dmitrij Krasotkin, Alexandr Makrickij, Bryan Muir, Douglas Nolan, Anton Prigaro, Igor Švedsov, Vadim Suško, Igor Ulanov.
- Útočníci: Viktor Andrušenko, Maxim Balmočnych, Jaroslav Čupris, Dmitrij Dudik, Jeffrey Giuliano, Sergej Kukuškin, Alexandr Kulakov, Jevgenij Kurilin, Mike Maneluk, Laurent Meunier, Andrej Michalev, Nikita Osipov, Andrej Stas, Jeff Ulmer, Alexandr Usenko, Sergej Zadělenov, Alexandr Židkich.
- HK Spartak MOSKVA
- Brankáři: Dmitrij Kočněv, Jevgenij Konobrij, Jevgenij Lobanov, Martin Prusek.
- Obránci: Denis Bajev, Ivan Baranka, Alexandr Berkutov, Leonid Kanarejkin, Vladimir Loginov, Kirill Ljamin, Ivan Savin, Nikita Sčitov, Andrej Zabolotněv.
- Útočníci: Alexej Akifijev, Sergej Akimov, Alexandr Drozděckij, Ondřej Fiala, Alexandr Junkov, Michail Junkov, Kirill Kňazev, Eduard Lewandowski, Roman Ljudučin, Arťom Podšenďalov, Igor Poljgalov, Branko Radivojevič, Štefan Růžička, Maxim Rybin, Nikita Šestakov, Dmitrij Upper.
- Atlant MYTIŠČI
- Brankáři: Ray Emery, Dmitrij Jakovlev, Vitalij Kolesnik.
- Obránci: Michail Balandin, Dmitrij Bykov, Andrej Grenkov, Magnus Johansson, Vadim Chomitskij, Filipp Metljuk, Andrej Muchačev, Maxim Semenov, Andrej Zubarev.
- Útočníci: Denis Archipov, Ruslan Baškirov, Alexandr Bojkov, Jan Bulis, Alexandr Bumagin, Pavel Černov, Alexej Gluchov, Michail Gluchov, Oleg Jašin, Dmitrij Kagarlickij, Igor Koroljov, Alexandr Koroljuk, Ilja Krikunov, Anton Lazarev, Albert Leščev, Sergej Mozjakin, Alexandr Něstěrov, Nikolaj Ochlobystin, Esa Pirnes, Nikolaj Pronin, Dmitrij Vlasenkov.
- Metallurg NOVOKUZNĚCK
- Brankáři: Sergej Agejev, Sergej Bobrovskij, Sergej Kostěnko, Maxim Sokolov.
- Obránci: Zachar Azamascev, Marat Davydov, Maxim Galanov, Vladimir Gusev, Jan Horáček, Alexej Koledajev, Kirill Kornijčuk, Arťom Marjams, Dmitrij Orlov, Arťom Ostrouško, Rail Rozakov, Nikolaj Sjomin.
- Útočníci: Sergej Berdnikov, Alexej Čupin, Dmitrij Dudarev, Magomed Gimbatov, Miloslav Hořava, Richard Kapuš, Valerij Chlebnikov, Maxim Kicyn, Jegor Michailov, Sergej Ogorodnikov, Jevgenij Orlov, Fjodor Polisčuk, Denis Stasjuk, Alexandr Tatarinov, Albert Višňakov.
- Salavat Julajev UFA
- Brankáři: Nikita Davydov, Alexandr Jerjomenko, Vadim Tarasov.
- Obránci: Miroslav Blaťák, Pavel Doronin, Michail Černov, Kirill Kolcov, Artur Kutdusov, Andrej Kutejkin, Alexandr Loginov, Vitalij Proškin, Vjačeslav Selujanov, Igor Ščadilov, Oleg Tverdovskij.
- Útočníci: Vladimir Antipov, Leoš Čermák, Jegor Dubrovskij, Arťom Gordějev, Igor Grigorenko, Konstantin Kolcov, Alexej Medveděv, Michal Mikeska, Ruslan Nurtdinov, Alexandr Perežogin, Alexandr Radulov, Andrej Siďakin, Andrej Taratuchin, Alexej Těreščenko, Vladimir Vorobjov, Sergej Začupejko, Dmitrij Zjuzin.

### Černyšovova divize
- Barys ASTANA
- Brankáři: Denis Franskevič, Alexej Kuzněcov, Marc Lamothe, Pavel Žitkov.
- Obránci: Daňjar Achmetov, Kevin Dallman, Jevgenij Fadějev, Sergej Gimajev, Anton Kazancev, Tomáš Klouček, Artěm Lakiza, Branislav Mezei, Denis Šemelin, Alexandr Titov, Alexej Vasilčenko.
- Útočníci: Maxim Beljajev, Andrej Gavrilin, Konstantin Glazačev, Alexandr Koreškov, Vadim Krasnoslobodcev, Roman Kuzněcov, Trevor Letowski, Konstantin Romanov, Jevgenij Rymarev, Alexandr Šin, Ilja Solarev, Vitalij Smoljaninov, Maxim Spiridonov, Roman Starčenko, Gabriel Špilar, Jozef Stümpel, Talgat Žailavov.
- Viťjaz ČECHOV
- Brankáři: Vladimir Kulikov, Dimitri Pätzold, Alexej Volkov.
- Obránci: Artěm Bezrukov, Alexej Grišin, Andrej Jachanov, Andrej Kolesnikov, Alexej Litviněnko, Dmitrij Loptěv, Dmitrij Megalinskij, Dmitrij Poljakov, Jevgenij Sapožkov, Sergej Zuborev.
- Útočníci: Jevgenij Alexandrov, Vadim Berdnikov, Pavel Bojčenko, Vladislav Jevsejev, Alexandr Golts, Jevgenij Česalin, Dmitrij Jagutov, Vladimir Karpov, Jevgenij Chacej, Gleb Klimenkolimenko, Anton Nosov, Nathan Perrot, Igor Radulov, Denis Sergejev, Chris Simon, Ahren Spylo, Darcy Verot, Derrick Walser.
- Ak Bars KAZAŇ
- Brankáři: Wade Dubielewicz, Stanislav Galimov, Emil Garipov, Sergej Nikolajev.
- Obránci: Vjačeslav Buravčikov, Alexej Jemelin, Dmitrij Kosmačev, Jevgenij Medveděv, Ilja Nikulin, Grigorij Panin, Andrej Pervyšin, Jakov Selezněv.
- Útočníci: Nikita Alexejev, Jukka Hentunen, Dmitrij Kazjonov, Niko Kapanen, Andrej Kuzmin, Tony Mårtensson, Alexej Morozov, Dmitrij Obuchov, Kirill Petrov, Oleg Petrov, Grigorij Šafigullin, Alexandr Stěpanov, Danis Zaripov, Sergej Zinovjev, Michail Žukov.
- OHK Dynamo MOSKVA
- Brankáři: Vitalij Jeremjejev, Andrej Malkov, Vadim Želobňuk.
- Obránci: Alexandr Budkin, Denis Denisov, Igor Golovkov, Ivan Maximkin, Daniil Markov, Karel Rachůnek, Gennady Razin, Jakov Rylov, Sergej Vyšedkevič, Alexej Žitnik.
- Útočníci: Dmitrij Afanasenkov, Alexej Badjukov, Petr Čajánek, Alexandr Gorošanskij, Vitalij Jačmeněv, Alexej Kaljužnyj, Konstantin Kasjančuk, Eric Landry, Andrej Ložkin, Dmitrij Lugin, Ivan Něprjajev, Alexandr Poluchin, Maxim Pestuško, Sergej Sentjurin, Dmitrij Šitikov, Gennady Stoljarov, Dmitrij Tarasov, Denis Tolpeko, Roman Vološenko, Mattias Weinhandl.
- Neftěchimik NIŽNĚKAMSK
- Brankáři: Ivan Kasutin, Sergej Chorošun, Linar Šigapov.
- Obránci: Ilšat Bilalov, Sergej Bernackij, Jevgenij Blochin, Alexandr Kutuzov, Jevgenij Rjasenskij, Denis Sokolov, Tomáš Starosta, Andrej Těljukin.
- Útočníci: Ruslan Bernikov, Denis Fachrutinov, Petr Hubáček, Alexandr Islamov, Andrej Ivanov, Ladislav Kohn, Konstantin Kulikov, Jevgenij Lapenkov, Dmitrij Makarov, Konstantin Makarov, Igor Musatov, Alexandr Rybakov, Vasilij Smirnov, Radik Zakjev.
- Torpedo NIŽNIJ NOVGOD
- Brankáři: Vitalij Jevdokimov, Mika Noronen, Alexandr Pimankin.
- Obránci: Alexandr Bojkov, Sergej Klimentěv, Renat Mamašev, Vitalij Novopašin, Peter Podhradský, Semjon Popichin, Jevgenij Šaldybin, Alexej Trosčinskij, Michail Tjuljapkin, Pavel Vorošnin, Valerij Žukov.
- Útočníci: Pavel Brendl, Jurij Bucajev, Jurij Dobriškin, Artěm Čubarov, Vladimir Galuzin, Ilja Kablukov, Alexandr Charitonov, Dmitrij Klopov, Alexej Kosourov, Andrej Nikitěnko, Maxim Potapov, Dmitrij Sajustov, Jegor Šastin, Michail Varnakov.

### Charlamovova divize
- Amur CHABAROVSK
- Brankáři: Sergej Borisov, Tyler Moss, Alexej Murygin.
- Obránci: Alexandr Axeněnko, Vladimir Antipin, Kirill Gromov, Viktor Kosťjučenok, Bryce Lampman, Vitalij Šuljakov, Andrej Spiridonov, Vasilij Turkovskij.
- Útočníci: Ruslan Abdrachmanov, Oleg Bělkin, Jegor Baškatov, Oleg Bělov, Alexandr Gutov, Igor Ignaťuškin, Igor Kamajev, Alexandr Krysanov, Peter Nylander, Vadim Pokotilo, Michail Sarmatin, Michail Sevosťjanov, Sergej Sevosťjanov, Kyle Wanvig, Maxim Juškov.
- Lokomotiv JAROSLAVL
- Brankáři: Sergej Gajdušenko, Georgij Gelašvili, Alexandr Lazušin, Sergej Zvjagin.
- Obránci: Johan Åkerman, Vitalij Anikejenko, Ilja Gorochov, Alexandr Guskov, Jevgenij Nurislamov, Stanislav Romanov, Alexej Švalev, Alexej Vasiljev, Vitalij Višněvskij, Sergej Žukov, Igor Zubov.
- Útočníci: Gennadij Čurilov, Alexandr Galimov, Zbyněk Irgl, Alexej Jašin, Andrej Kirjuchin, Alexej Kudašov, Alexej Michnov, Alexandr Rjabev, Konstantin Ruděnko, Dmitrij Sjomin, Ivan Tkačenko, Alexandr Vasjunov, Josef Vašíček.
- Sibir NOVOSIBIRSK
- Brankáři: Jurij Ključnikov, Tom Lawson, Konstantin Simčuk.
- Obránci: Kirill Alexejev, Konstantin Alexejev, Jevgenij Dubrovin, Denis Grot, Alexej Krivčenkov, Alexandr Peťuškov, Roman Popov, Andrej Skopincev, Dmitrij Juškevič.
- Útočníci: Michail Anisin, Vladimir Bakika, Andrej Baškirov, Alexandr Borovkov, Ivan Čiernik, Vasilij Čistokletov, Igor Karpov, Daniil Karpjuk, Jevgenij Lapin, Vladimir Markelov, Jegor Milovzorov, Dmitrij Meleško, Jevgenij Muratov, Rastislav Pavlikovský, Andrej Posnov, Vladimir Tarasenko, Denis Ťjurin.
- Avangard OMSK
- Brankáři: Alexandr Fomičev, John Grahame, Jevgenij Caregorodcev.
- Obránci: Alexej Bondarev, Anton Bělov, Vjačeslav Bělov, Denis Ježov, Jevgenij Kurbatov, Michail Ljubušin, Nikita Nikitin, Dmitrij Rjabykin.
- Útočníci: Viktor Alexandrov, Jegor Averin, Alexej Čerepanov, Ilja Fedin, Jevgenij Glackič, Alexandr Golovin, Ruslan Chasanšin, Jaromír Jágr, Maxim Jakucenja, Jakub Klepiš, Alexej Kopejkin, Anton Kurjanov, Anton Malyšev, Vladimir Pervušin, Dmitrij Pestunov, Alexandr Popov, Pavel Rosa, Alexandr Svitov, Igor Volkov, Nikita Vyglazov, Anton Ždanov.
- Dinamo RIGA
- Brankáři: Edgars Masaļskis, Ervins Mustukovs, Sergejs Naumovs.
- Obránci: Rodrigo Lavins, Agris Saviels, Guntis Galvins, Krisjanis Redlihs, Kristaps Sotnieks, Filip Novák, Duvie Westcott, Atvars Tribuncovs, Olegs Sorokins, Gvido Kauss, Oskars Cibuļskis, Kriss Grundmanis, Maksims Sirokovs, Edgars Apelis.
- Útočníci: Ronalds Cinks, Juris Stals, Viktors Blinovs, Lauris Darzins, Mark Hartigan, Edgars Brancis, Janis Ozolinš, Elvis Zelubovskis, Alexandrs Niživijs, Miķelis Rēdlihs, Aigars Cipruss, Armands Berzins, Toms Hartmanis, Aleksejs Širokovs, Andris Džeriņš, Ronald Petrovický, Raimonds Danilics, Gints Meija, Ronalds Cinks, Girts Ankipans, Martins Cipulis, Marcel Hossa, Matt Ellison.
- Lada TOLJATTI
- Brankáři: Alexej Bělov, Mike Fountain, Vasilij Košečkin, Jegor Podomackij.
- Obránci: Sergej Filin, Marat Kalimulin, Andrej Kručinin, Denis Makarov, Antti-Jussi Niemi, Andrej Poddyakon, Georgijs Pujačs, Michail Rjazanov, Jevgenij Štajger, Valerij Vasiljev, Dmitrij Vorobjov.
- Útočníci: Sergej Andronov, Jevgenij Bodrov, Alexandr Černikov, Artěm Dubinin, Viktor Drugov, Vadim Golubcov, Sergej Ivanov (lední hokejista), Jevgenij Ketov, Anton Krysanov, Jurij Kokšarov, Maxim Krivonožchin, Konstantin Majorov, Alexandr Merešin, Andrej Michnov, Konstantin Panov, Jurij Petrov, Jakov Račinskij.

### Tarasovova divize
- Traktor ČELJABINSK
- Brankáři: Daniil Alistratov, Vladislav Fokin, Sergej Mylnikov.
- Obránci: Valerij Dydykin, Alexandr Gorelov, Martin Grenier, Andrej Koněv, Nikita Korovkin, Maxim Kuzněcov, Alexej Orlov, Oleg Piganovič, Konstantin Plaksin, Rajl Rožakov, Alexandr Sazonov.
- Útočníci: Jevgenij Dadonov, Pierre Dagenais, Sergej Brylin, Jevgenij Galkin, Denis Jačmeněv, Artěm Kislij, Oleg Kvaša, Andrej Nikolišin, Andrej Popov, Anatolij Rajenko, Vadim Šachrajčuk, Jevgenij Skačkov, Vladislav Sokolov, Igor Veličkin, Marek Vorel, Alexej Zavaruchin.
- Metallurg MAGNITOGORSK
- Brankáři: Andrèj Mezin, Alexandr Pečurskij, Ilja Proskurjakov, Dmitrij Vološin.
- Obránci: Vitalij Aťjušov, Jevgenij Birjukov, Vladislav Bulin, Michail Čurljajev, Rinat Ibragimov, Jaroslav Chabarov, Vladimir Malenkyč, Karel Pilař, Alexandr Seljanov, Vladimir Šotin, Jevgenij Varlamov.
- Útočníci: Jurij Babenko, Vadim Jermolajev, Jevgenij Fjodorov, Anton Glovackij, Ravil Gusmanov, Stanislav Čistov, Alexej Kajgorodov, Denis Chlystov, Jaroslav Kudrna, Maxim Mamin, Jan Marek, Denis Platonov, Tomáš Rolínek, Sergej Sevostjanov, Nikolaj Zavaruchin.
- HC MVD Moskevská oblast (Balašicha)
- Brankáři: Michail Birjukov, Alexandr Čerepenin, Michael Garnett, Jevgenij Konstantinov.
- Obránci: Roman Derljuk, Sergej Dorofjejev, Michail Fedosjejev, Jean-Francois Fortin, Jeff Jillson, Jevgenij Katičev, Igor Kňazev, Jame Pollock, Maxim Solovjev, Pavel Trachanov, Maxim Velikov.
- Útočníci: Denis Abdullin, Oleg Antoněnko, Sergej Arekjajev, Arsenij Bondarev, Alexandr Buturlin, Vadim Gorbunov, Artěm Černov, Viktor Kalačik, Rinat Chasanov, Denis Kokarjev, Alexej Krovopuškov, Eduard Kudermeťov, Denis Mosaljev, Sergej Moskaljev, Dmitrij Subbotin, Alexej Cvetkov, Alexej Ugarov, Ruslan Zajnullin.
- CSKA MOSKVA
- Brankáři: Konstantin Barulin, Nikita Bespalov, Jussi Markkanen.
- Obránci: Jevgenij Borodin, Jevgenij Busjigin, Maxim Gončarov, Konstantin Kornějev, Roman Kuchtinov, Denis Kuljaš, Grigorij Mišarin, Sergej Rozin, Artěm Těrnavskij.
- Útočníci: Anton But, Vadim Jepančincev, Mika Hannula, Ivan Chomutov, Dmitrij Moňja, Denis Paršin, Oleg Saprykin, Sergej Širokajov, Pjotr Šťastlivij, Alexandr Skugarev, Alexandr Suglobov, Alexej Tertyšnyj, Pavel Vinogradov, Mikael Wahlberg, Stanislav Žmakin
- SKA PETROHRAD
- Brankáři: Robert Esche, Ilja Ježov, Dmitrij Jačanov, Alexandr Selezněv.
- Obránci: Michail Černov, Raymond Giroux, Darjus Kasparajtis, Jevgenij Koroljev, Sergej Pereťjagin, Valerij Pokrovskij, Marc Popovic, Alexandr Rjazancev, Kirill Safronov, Andrej Zjuzin.
- Útočníci: Sergej Brylin, Nils Ekman, Igor Jemeljejev, Konstantin Gorovikov, Andreas Jöhansson, Alexej Kozněv, Sergej Krivokrasov, Artěm Krjukov, Alexandr Kučerjavenko, Igor Miško, David Nemirovskij, Alexandr Osipenko, Alexandr Pljuščev, Timofej Šiškanov, Denis Švidkij, Alexej Simakov, Vjačeslav Soloduchin, Maxim Sušinskij.
- Chimik VOSKRESENSK
- Brankáři: Alexej Jegorov, Sergej Magarilov, Alexandr Pasečnik, Andrej Vasiljev.
- Obránci: Maxim Galkin, Alexandr Goreljov, Alexandr Gromov, Rustěm Kamaletdinov, Alexandr Komendanťov, Alexej Petrov, Vladislav Spiridonov, Viktor Učevatov, Nikolaj Zimin.
- Útočníci: Viktor Bobrov, Artěm Bikkinjajev, Alexandr Blochin, Andrej Galuškin, Viktor Gorďjuk, Alexej Kolkunov, Maxim Korobov, Sergej Koroljev, Denis Korotějev, Dmitrij Korotkov, Alexandr Koževnikov, Sergej Lučinkin, Michail Panšin, Andrej Prudnikov, Alexandr Romanov, Roman Savičev, Dmitrij Šamolin, Alexej Smirnov, Andrej Strachov, Vladimir Stulov.